# Jetmir Krasniqi
Jetmir Krasniqi (* 1. Januar 1995 in Nyon) ist ein kosovarisch-schweizerischer Fussballspieler.

## Karriere

### Vereine
Krasniqi begann seine Karriere bei Stade Nyonnais. 2010 wechselte er in die Jugend des FC Lausanne-Sport, Team Vaud. Im August 2013 debütierte er für die U-21-Mannschaft von Team Vaud in der 2. Liga interregional, als er am ersten Spieltag der Saison 2013/14 gegen den FC La Sarraz-Eclépens in der Startelf stand und in der 80. Minute durch den Torhüter Kevin Martin ersetzt wurde, der nach dem Platzverweis von Thomas Castella eingewechselt werden musste. Im Mai 2014 erzielte Krasniqi bei einem 6:2-Sieg gegen den FC Colombier sein erstes Tor in der fünfthöchsten Spielklasse. Zu Saisonende stieg er mit der Mannschaft in die 1. Liga auf.
Im Juli 2014 debütierte er für die Profis von Lausanne in der Challenge League, als er am ersten Spieltag der Saison 2014/15 gegen den FC Lugano in der 83. Minute für Olivier Custodio ins Spiel gebracht wurde. Im August 2014 stand er gegen den FC Schaffhausen erstmals in der Startelf. Bis Saisonende kam er zu 26 Einsätzen in der Challenge League.
2016 stieg er mit Lausanne in die Super League auf. In der Aufstiegssaison 2015/16 kam er zu fünf Einsätzen in der Liga. Nach dem Aufstieg wurde er im Juli 2016 an den Zweitligisten FC Le Mont-sur-Lausanne ausgeliehen. Für Le Mont absolvierte er in der Saison 2016/17 28 Ligaspiele.
Zur Saison 2017/18 verliess Krasniqi Lausanne schliesslich endgültig und wechselte zum Zweitligisten FC Chiasso. Nach einem halben Jahr bei Chiasso wechselte er im Januar 2018 zum Erstligisten FC Lugano, bei dem er einen bis Juni 2020 laufenden Vertrag erhielt. Sein Debüt in der höchsten Schweizer Spielklasse gab er im Februar 2018, als er am 21. Spieltag der Saison 2017/18 gegen den FC Sion in der 86. Minute für Domen Črnigoj eingewechselt wurde. Sein erstes Tor in der Super League erzielte er im Mai 2018 bei einer 3:1-Niederlage gegen den BSC Young Boys.
Im Januar 2019 wurde er nach Rumänien an den FC Voluntari ausgeliehen. Für Voluntari kam er zu drei Einsätzen in der Liga 1. Nach dem Ende seiner Leihe kehrte er nicht mehr nach Lugano zurück und blieb mehrere Monate vereinslos. Im Oktober 2019 wechselte er zum Zweitligisten FC Schaffhausen.

### Nationalmannschaften
Krasniqi spielte im September 2014 gegen Polen erstmals für die Schweizer U-20-Auswahl. Im November 2014 absolvierte er gegen Schottland sein einziges Spiel für die U-21-Auswahl der Schweiz.
Im Mai 2018 debütierte Krasniqi für die kosovarische Nationalmannschaft, als er in einem Testspiel gegen Albanien in der 68. Minute für Mërgim Vojvoda eingewechselt wurde.